# New Born
New Born — пісня британського рок-гурту Muse з їх другого альбому Origin of Symmetry. За словами Метью Белламі ця пісня про страх перед розвитком технологій і про те як вони можуть зруйнувати все людство.

## Список композицій

### CD 1
1. "New Born" - 6:05
2. "Shrinking Universe" - 3:30
3. "Piano Thing" - 2:55

### CD 2
1. "New Born" - 6:05
2. "Map of Your Head" - 4:01
3. "Plug In Baby" (Live) - 3:51

### 7" Vinyl
1. "New Born" - 6:05
2. "Shrinking Universe" - 3:30

### New Born Remix 12"
1. "New Born" (Oakenfold Perfecto Remix) - 6:59
2. "Sunburn" (Timo Maas Sunstroke Remix) - 6:46
3. "Sunburn" (Timo Maas Breakz Again Remix) - 4:06

### Promo
1. "New Born" (Radio Edit) - 4:38
2. "New Born" (Full Length Version) - 6:03